# Commissie-Barroso I

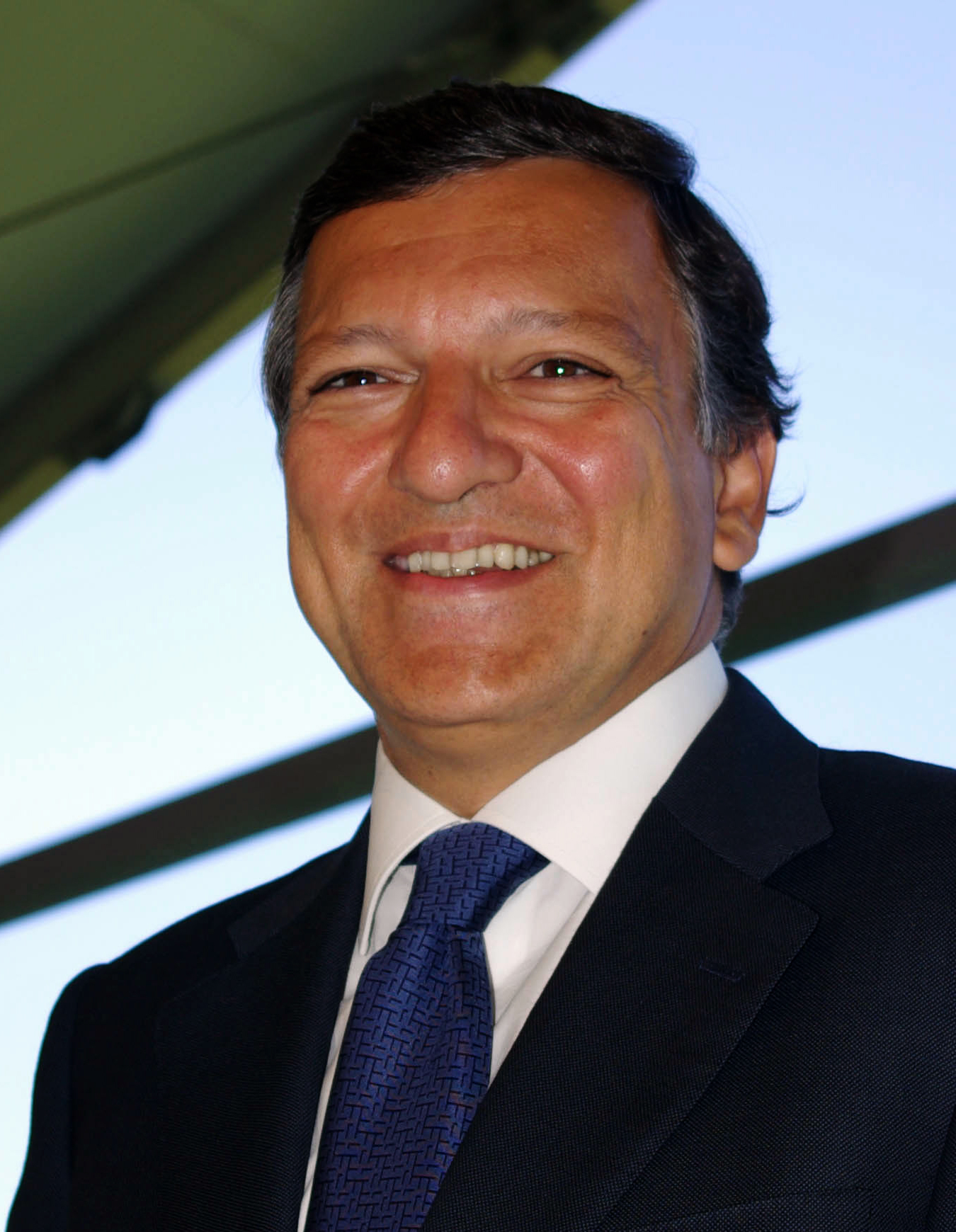
Barroso

De commissie-Barroso I is de Europese Commissie die haar werkzaamheden aanving op 22 november 2004 en een mandaat had tot oktober 2009. De commissie bestond initieel uit 25 leden, een voor elke lidstaat van de Europese Unie; een voorzitter en 24 overige leden. De commissie draagt de naam van haar voorzitter, de Portugees José Manuel Barroso.

## Benoemingsprocedure
De benoeming van de verschillende leden (inclusief de voorzitter) verliep niet eenvoudig. Er is uitgebreid onderhandeld door de verschillende landen en het Europees Parlement.

### Benoeming voorzitter
Wie het voorzitterschap zou bekleden zou bepaald worden op de Intergouvernementele conferentie van de Europese Raad van Regeringsleiders die op 17-18 juni in Brussel werd gehouden, maar de besprekingen hierover mislukten. Hoewel er geen officiële kandidaten waren, werden in de media de volgende personen genoemd: Guy Verhofstadt (premier van België), António Vitorino (Europees commissaris, Portugal), Pat Cox (voorzitter van het Europees parlement, Ierland), Jean-Claude Juncker (premier van Luxemburg) en Chris Patten (Europees Commissaris, VK).
Op 27 juni werd op een speciale eendaagse conferentie door de Ierse premier Bertie Ahern de Portugese premier José Manuel Barroso voorgedragen. Op 20 juli ging het Europees Parlement akkoord met de benoeming van Barroso.

### Voordracht kandidaten
De verschillende leden van de commissie worden in principe door de Voorzitter gekozen, maar dit is een echt politiek steekspel. Barroso heeft bij zijn bekrachtiging door het Europees Parlement op 22 juli aangekondigd dat hij minstens acht vrouwen in 'zijn' commissie wil hebben.
Vanuit Nederland waren ook enkele officieuze voordrachten voor een commissielid bekendgemaakt: Neelie Kroes (namens VVD), Onno Ruding (namens CDA), Rick van der Ploeg (namens PvdA) en Cees Veerman (namens CDA) (schijnt benaderd te zijn door Chirac). 
Wanneer de kandidaten door de nationale regeringen zijn voorgedragen, worden de functies verdeeld onder hun in overleg met de verkozen Voorzitter van de Commissie.

### Bezwaren van het Europees Parlement
Van verschillende kandidaat-commissarissen werd gevonden dat zij niet goed of geschikt waren voor een functie. Het parlement heeft echter alleen de mogelijkheid de hele commissie al dan niet weg te stemmen.
De belangrijkste bezwaren waren gericht tegen de zeer conservatieve Italiaan Rocco Buttiglione, de kandidaat-commissaris voor Justitie en Veiligheid. Buttiglione zei tijdens een hoorzitting in het parlement homoseksualiteit een zonde te vinden en dat vrouwen thuis horen te blijven. Buttigliones kandidatuur werd daarop door een parlementscommissie met 27-26 weggestemd.
Andere bezwaren waren er tegen de Hongaar László Kovács, die incompetent zou zijn. De Letste Ingrida Ude was in haar land verwikkeld in een corruptieschandaal. De Nederlandse Neelie Kroes had volgens een deel van het parlement te veel belangen gehad in het bedrijfsleven om haar baan voldoende te kunnen uitvoeren. (Daarnaast oordeelden sommigen, zoals The Times, dat haar Engels onvoldoende was). De Deense Mariann Fischer Boel zou, met haar drie boerderijen, eveneens te veel belangen hebben om haar taak goed uit te kunnen voeren als commissaris van Landbouw en Plattelandsontwikkeling.
Ook waren de partijen verdeeld via de verschillende fracties. Ten slotte suggereerde een deel van de media dat het parlement serieus genomen wilde worden.
Barroso liet het echter niet op een stemming aankomen en trok op 28 oktober zijn hele commissie terug.
Op 4 november presenteerde Barroso zijn wijzigingen: Rocco Buttiglione werd vervangen door zijn landgenoot Franco Frattini en Ingrida Ude werd vervangen door haar landgenoot Andris Piebalgs en werd commissaris voor Energie. De voor Energie incompetent geachte Hongaar László Kovács werd commissaris van belasting en douane. Neelie Kroes blijft commissaris voor mededinging.
Op 18 november, na nieuwe hoorzittingen, stemde het Europees Parlement uiteindelijk vóór de benoeming van de commissie. Slechts minuten voordat de stemming plaatsvond kwam de Britse parlementariër Nigel Farage met de mededeling dat Jacques Barrot in Frankrijk ooit schuldig was bevonden aan fraude met verkiezingsgeld. Een speciale wet in Frankrijk regelt echter dat politici onschendbaar hiervoor zijn. Barrot mocht blijven.

## Leden
| Naam                   | Portefeuille                                             | Lidstaat            |
| ---------------------- | -------------------------------------------------------- | ------------------- |
| Joaquín Almunia        | Economische en monetaire zaken                           | Spanje              |
| Catherine Ashton       | Handel                                                   | Verenigd Koninkrijk |
| José Manuel Barroso    | Voorzitter                                               | Portugal            |
| Jacques Barrot         | Vicevoorzitter, Justitie, Veiligheid en Vrijheid         | Frankrijk           |
| Joseph Borg            | Visserij en maritieme zaken                              | Malta               |
| Karel De Gucht         | Ontwikkelingshulp en humanitaire hulp                    | België              |
| Stavros Dimas          | Milieu                                                   | Griekenland         |
| Benita Ferrero-Waldner | Externe relaties                                         | Oostenrijk          |
| Ján Fígel'             | Onderwijs, Training en Cultuur                           | Slowakije           |
| Mariann Fischer Boel   | Landbouw en plattelandsontwikkeling                      | Denemarken          |
| Siim Kallas            | Vicevoorzitter, Administratie en anti-corruptie          | Estland             |
| Meglena Koeneva        | Consumentenbescherming                                   | Bulgarije           |
| László Kovács          | Belasting- en douane-unie                                | Hongarije           |
| Neelie Kroes           | Mededinging                                              | Nederland           |
| Charlie McCreevy       | Interne markt                                            | Ierland             |
| Leonard Orban          | Meertaligheid                                            | Roemenië            |
| Andris Piebalgs        | Energie                                                  | Letland             |
| Janez Potočnik         | Onderzoek en wetenschap                                  | Slovenië            |
| Viviane Reding         | Informatiemaatschappij en media                          | Luxemburg           |
| Olli Rehn              | Uitbreiding                                              | Finland             |
| Paweł Samecki          | Regionaal beleid                                         | Polen               |
| Algirdas Šemeta        | Begroting                                                | Litouwen            |
| Vladimír Špidla        | Werkgelegenheid en sociale zaken                         | Tsjechië            |
| Antonio Tajani         | Vicevoorzitter, Transport                                | Italië              |
| Androulla Vassiliou    | Gezondheid                                               | Cyprus              |
| Günter Verheugen       | Vicevoorzitter, Industrie- en ondernemingspolitiek       | Duitsland           |
| Margot Wallström       | Vicevoorzitter, relaties met het parlement, communicatie | Zweden              |

## Herschikkingen
Door uitbreiding van de Europese Unie per 1 januari 2007 met de nieuwe lidstaten Bulgarije en Roemenië zijn er twee leden aan de commissie toegevoegd. De bevoegdheid Meertaligheid werd doorgeschoven van Ján Figeľ. De bevoegdheid Consumentenbescherming werd doorgeschoven van Markos Kyprianou die enkel Gezondheid behield. Op 3 maart 2008 werd Kyprianou minister in eigen land en werd hij opgevolgd door Androulla Vassiliou. Op 8 mei 2008 trad Franco Frattini af als Eurocommissaris en werd opnieuw Italiaans minister van Buitenlandse Zaken. Hij werd opgevolgd door de Italiaan Antonio Tajani in de commissie, maar de bevoegdheden werden wel gewisseld met de Fransman Jacques Barrot. Op 3 oktober 2008 volgde Catherine Ashton Peter Mandelson op voor Handel. De laatste werd minister in de regering Brown. Op 1 juli 2009 volgde Algirdas Šemeta Dalia Grybauskaitė op toen deze laatste de nieuwe president van Litouwen werd. Op 4 juli 2009 volgde Paweł Samecki bij Regionaal Beleid Danuta Hübner op. Op 13 juli 2009 nam commissaris Louis Michel ontslag. Hij werd als Belgisch commissaris opgevolgd door Karel De Gucht.
| Commissie-Barroso (wijzigingen) |                                                  |                     |                |
| Naam                            | Portefeuille                                     | Lidstaat            | Datum          |
| Meglena Koeneva                 | Consumentenbescherming                           | Bulgarije           | 1 januari 2007 |
| Leonard Orban                   | Meertaligheid                                    | Roemenië            | 1 januari 2007 |
| Androulla Vassiliou             | Gezondheid                                       | Cyprus              | 3 maart 2008   |
| Antonio Tajani                  | Vicevoorzitter, Transport                        | Italië              | 8 mei 2008     |
| Jacques Barrot                  | Vicevoorzitter, Justitie, vrijheid en veiligheid | Frankrijk           | 8 mei 2008     |
| Catherine Ashton                | Handel                                           | Verenigd Koninkrijk | 3 oktober 2008 |
| Algirdas Šemeta                 | Begroting                                        | Litouwen            | 1 juli 2009    |
| Paweł Samecki                   | Regionaal beleid                                 | Polen               | 4 juli 2009    |
| Karel De Gucht                  | Ontwikkelingshulp en humanitaire hulp            | België              | 13 juli 2009   |